# Bulbul de les Visayas
El bulbul de les Visayas (Hypsipetes guimarasensis; syn: Hypsipetes philippinus guimarasensis) és una espècie d'ocell de la família dels picnonòtids (Pycnonotidae). És endèmic de les illes de les Visayas, al centre-oest de les Filipines (Guimaras, Masbate, Panay, Negros, Ticao, Verde). Els seus hàbitats principals són els boscos tropicals i subtropicals de frondoses humits de les terres baixes i de l'estatge montà, les terres llaurades, les plantacions i les àrees forestals fortament degradades. El seu estat de conservació no ha estat avaluat.

## Taxonomia
Segons la llista mundial d'ocells del Congrés Ornitològic Internacional (versió 13.2, juliol 2023) aquest tàxon tindria la categoria d'espècie. Tanmateix, altres obres taxonòmiques, com el Handook of the Birds of the World i la quarta versió de la BirdLife International Checklist of the birds of the world (Desembre 2019), el consideren encara una subespècie del bulbul de les Filipines (Hypsipetes philippinus mindorensis).